# Линксвайер, Майк
Майк Линксвайер (англ. Mike Linksvayer) — общественный деятель в сфере интеллектуальной свободы и свободных лицензий, технологический предприниматель, разработчик и активист, соучредитель Bitzi, с 2003 по апрель 2007 года — технический директор (англ. Chief Technical Officer) Creative Commons, с апреля 2007 по апрель 2012 года — вице-президент Creative Commons, ныне старший научный сотрудник (англ. Senior Fellow).

## Биография
Линксвайер получил степень бакалавра искусств по экономике в Университете штата Иллинойс в Урбана-Шампейн. Он присоединился к Creative Commons техническим директором в апреле 2003 года, и занимал этот пост до апреля 2007 года, когда он стал вице-президентом; с апреля 2012 года — старший научный сотрудник (англ. Senior Fellow) Creative Commons. Он также стал одним из основателей компании Bitzi, известной изобретением Magnet-ссылок.
Бывший исполнительный директор Creative Commons Гленн Отис Браун, отметил Майка как человека, который принес столь необходимую стабильность организации, сравнивая его роль с ролью барабанщика в группе.
Линксвайер убедил NASA использовать публичные API, чтобы обмениваться данными, уже находящимися в открытом доступе, такими, как работы правительства. Он также предположил, что учёные и другие планетарные общества могли бы использовать лицензии Creative Commons при распространении фотографий и других работ, чтобы общественность имела к ним лучший доступ. «Я призываю NASA открыть свои данные через API, чтобы они могли быть использованы в мэшапах», сказал Линксвайер. Этот шаг может привлечь больше интереса со стороны разработчиков, которые бы создали игры для детей, заинтересованных в освоении космического пространства, сообщили чиновники.
Линксвайер также сработает в OpenHatch и Software Freedom Conservancy, а также в Open Definition Advisory Council.

## Личная жизнь
Майк Линксвайер веган, он следует низкокалорийной диете. В настоящее время живёт в Окленде, штат Калифорния.